# Demokratische Partei Arzachs
Die Demokratische Partei Arzachs (armenisch Արցախի Դեմոկրատական Կուսակցություն Arzachi Demokratakan Kosaktsutjun AZhK, russisch Демократическая партия Арцаха) ist eine politische Partei in der Republik Arzach.
Bei den Parlamentswahlen des Jahres 2005 erhielt sie 20 der 33 Gesamtsitze in der Nationalversammlung Bergkarabachs und wurde damit die größte Partei im nationalen Parlament. Bei den Parlamentswahlen des Jahres 2010 erhielt die Demokratische Partei Arzachs 27 % der Wählerstimmen und damit 10 Sitze – und verlor gegen die Partei Freies Mutterland. Bei der Wahl 2015 erhielt die Partei 19 % und damit 6 Sitze. Bei der Parlamentswahl 2020 erreichte die Demokratische Partei nur noch etwa 6 % und 2 Sitze im Parlament.
Von 2005 bis 2020 war Aschot Ghuljan von der Demokratischen Partei Arzachs Parlamentspräsident.
Seit April 2015 ist die Demokratische Partei Arzachs assoziiertes Mitglied der Europäischen Freien Allianz.

## Ideologie
Laut ihrer Website steht die DPA für die Werte Stabilität, Aufbau eines starken Staates, Verbesserung der Demokratie, Zivilgesellschaft, Menschenrechte und persönliche Freiheit und Schutz, Familie, Arbeit und soziale Gerechtigkeit sowie deren Wahrung der nationalen Kultur. Politischer Pragmatismus wird wann immer möglich praktiziert.

## Programm
Die Hauptziele der DPA sind:
- einen Rechtsstaat aufzubauen, in dem das Recht einer Person auf ein freies, sicheres, wohlhabendes und würdevolles Leben gewährleistet ist;
- Stärkung der unabhängigen Staatlichkeit, Schaffung eines mächtigen, zivilisierten Staates, Bereicherung und Erhaltung der nationalen Identität;
- Aufbau einer von nationalen Werten geleiteten Zivilgesellschaft, die auf sozialer Solidarität, Gerechtigkeit, Toleranz und Partnerschaften basiert

Im Hinblick auf die Beilegung des Bergkarabachkonflikt erklärt die Partei in ihrer Charta, dass sie „die Wiederherstellung des Rechts des Volkes der NKR auf Selbstbestimmung durch friedliche Verhandlungen innerhalb der Grenzen und mit einem für sie akzeptablen Sicherheitssystem“ unterstützt.

## Wahlergebnis
Ergebnisse der Parlamentswahlen:
| Jahr | Party-list | Party-list | Party-list    | Wahlkreis /total | Gesamtzahl der Sitze | +/–  |
| Jahr | Stimmen    | %          | Sitze /gesamt | Wahlkreis /total | Gesamtzahl der Sitze | +/–  |
| 2000 | —          | —          | —             | —                | 20 /33               | neu  |
| 2005 | 10.126     | 16,62 %    | 5 /11         | 5 /22            | 10 /33               | ▼ 10 |
| 2010 | 18.017     | 27,0 %     | 5 /17         | 2 /16            | 7 /33                | ▼ 3  |
| 2015 | 13.105     | 19,10 %    | 4 /22         | 2 /11            | 6 /33                | ▼ 1  |
| 2020 | 4.269      | 5,81 %     | —             | —                | 2 /33                | ▼ 4  |

## Außenbeziehungen
Am 17. April 2015 wurde die Demokratische Partei von Arzach zum assoziierten Mitglied der Europäischen Freien Allianz gewählt. Am 2. September 2015 unterzeichneten der DPA-Führer Aschot Ghuljan und der Präsident der Europäischen Freien Allianz François Alfonsi in Stepanakert eine Erklärung zur Zusammenarbeit.